# ایستگاه متروی پاتنی بریج
ایستگاه متروی پاتنی بریج (انگلیسی: Putney Bridge tube station) یکی از ایستگاه‌های خط ناحیه متروی لندن است.
این ایستگاه که در ناحیه فولام قرار دارد در سال ۱۸۸۰۶ میلادی تأسیس شده است.

## نگارخانه

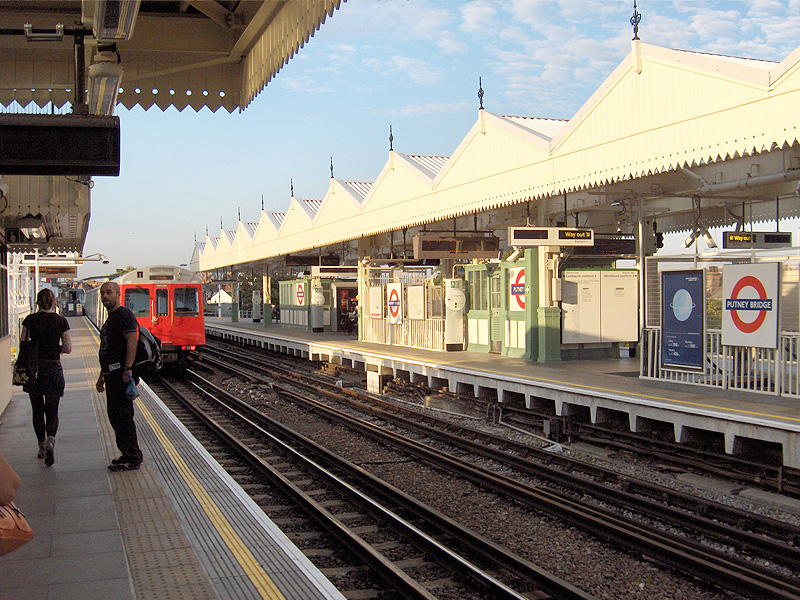
Putney Bridge underground station platforms (September 2006)
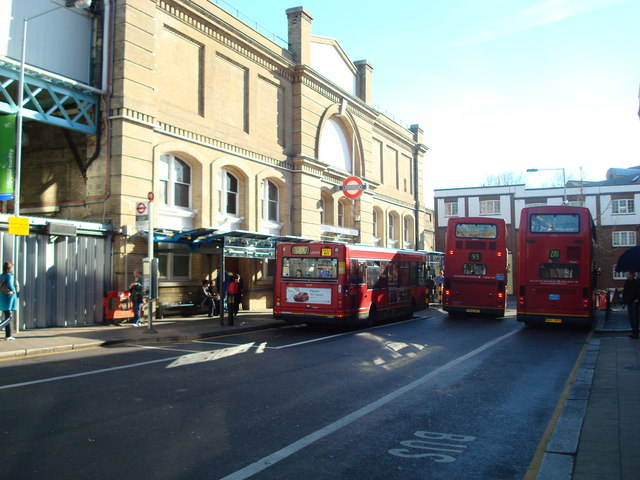
The outside of Putney Bridge Station
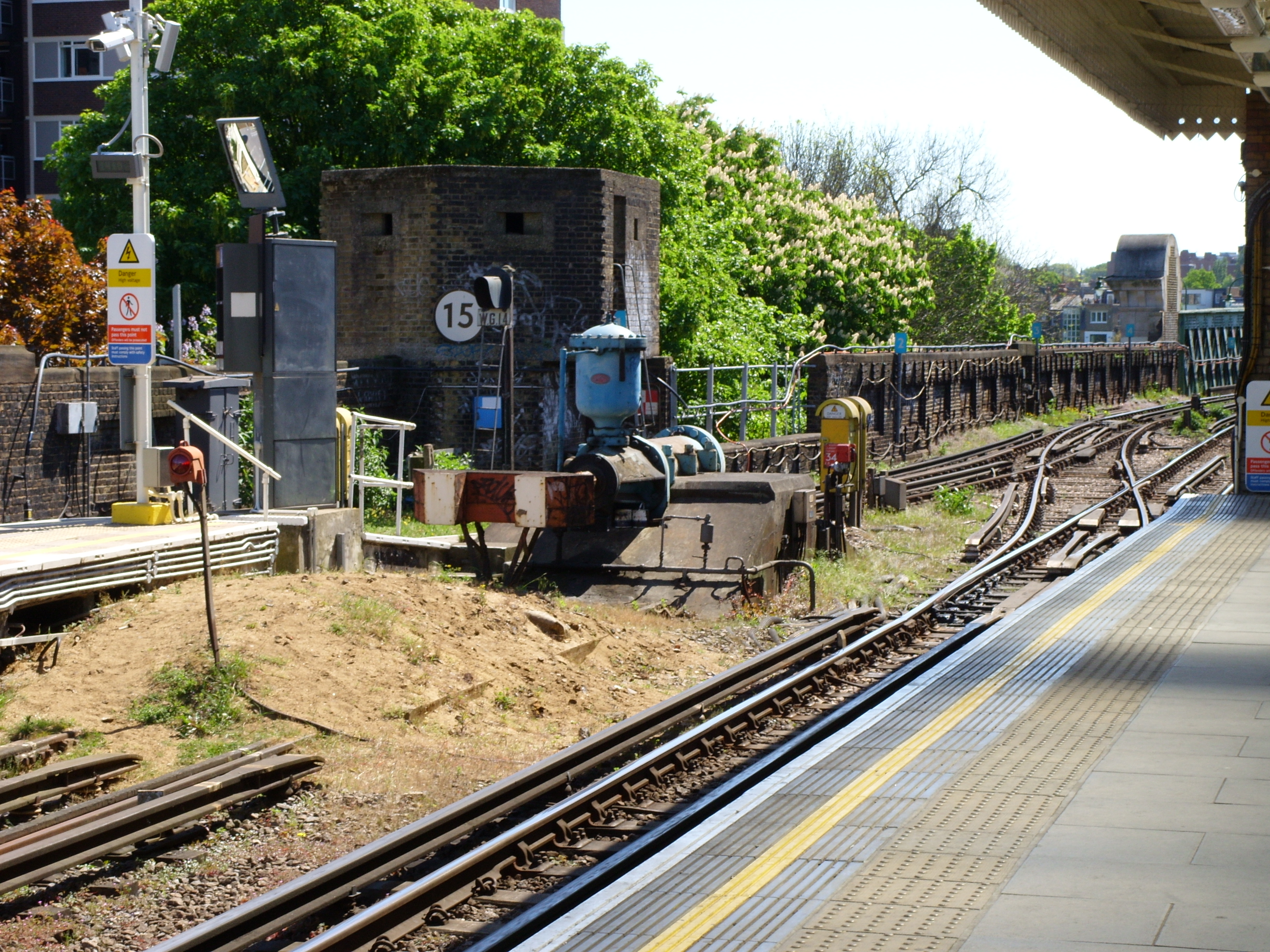
Southern end of the platforms at Putney Bridge station, showing the reversing siding, the World War 2 pillbox defending the bridge, and the northern tip of the bridge